# 哥倫比亞軍政府
哥倫比亞軍政府（西班牙語：Junta Militar de Colombia）是1957年—1958年加布里埃爾·帕里斯·戈迪略上將與4位軍官在推翻總統古斯塔沃·羅哈斯·皮尼利亞后建立的哥倫比亞過渡政府。

## 背景
1953 年羅哈斯政變上台後，他廢黜了保守黨領導人，並承諾結束哥倫比亞內戰，解決自由黨和保守黨兩個政黨之間的政治衝突。兩黨掌握著大部分議會權力，也因此兩黨之間的衝突是哥倫比亞大部分暴力事件的根源。當羅哈斯作為「國家救世主」上台時，兩黨都支持他。
他說服國民制憲議會暫停憲法，並在前總統勞雷亞諾·戈麥斯·卡斯楚任期結束後，選舉他連任至1958年。在接下來的四年裡，羅哈斯的支持率下降，因為他開始審查媒體並為自己謀取利益。1957年，儘管咖啡（哥倫比亞的主要出口產品）價格不斷上漲，但哥倫比亞的外債仍升至 3.5億美元。使國內經濟開始下滑。與此同時，羅哈斯為了打擊游擊隊，還向自己的國家投擲炸彈和凝固汽油彈。他距離實現承諾在1953年促使和平還差得很遠。

## 成立
1957年5月10日凌晨，加布里埃爾將軍說服羅哈斯下台。羅哈斯本人清楚，如果沒有軍隊的支持，他就無法維持自己的權力與哥倫比亞的秩序，因此羅哈斯宣布下台，在自由黨和保守黨以及罷工公民的支持下，軍政府接管了政府。 
軍政府主要成員包括：
- 加布里埃爾·帕里斯·戈迪略上將
- 德奧格拉西亞斯·豐塞卡·埃斯皮諾薩少將
- 魯本·彼德拉希塔·阿蘭戈海軍中將
- 拉斐爾·納瓦斯·帕爾多準將
- 路易斯·埃內斯托·奧爾多涅斯·卡斯蒂略準將

## 經過
羅哈斯在下台後在多米尼加軍政府總統拉斐爾·特魯希略的保護下流亡多米尼加共和國，軍政府掌握權力，通過自由選舉重建憲政。接下來一年的大部分時間，兩黨文職聯盟給帶軍政府來了重大壓力。1958年5月 2日，憲兵密謀暗殺阿爾貝托·雷拉斯·卡馬戈和軍政府主要成員的事件被揭發，緊張局勢進一步惡化。該陰謀被軍政府鎮壓。

## 解散
古斯塔沃·羅哈斯總統被推翻一年後，軍政府恢復了憲法與國民制憲會議和總統選舉的自由選舉，將哥倫比亞恢復文官統治。